# Siyka Kelbecheva-Barbulova
Siyka Kelbecheva-Barbulova (en bulgare Сийка Келбечева-Барбулова), née le 1er décembre 1951 à Plovdiv, est une rameuse d'aviron bulgare. 

## Carrière
Aux Jeux olympiques de 1976 à Montréal, Siyka Kelbecheva-Barbulova est sacrée championne olympique de deux sans barreur avec Stoyanka Gruycheva-Kurbatova. Le duo est médaillé de bronze en 1980 à Moscou.